# Miszewo (Bytów)
Pour les articles homonymes, voir Miszewo.
Miszewo est une localité polonaise de la gmina rurale de Trzebielino située dans le powiat de Bytów en voïvodie de Poméranie. Elle se trouve à environ 28 km à l'ouest de Bytów et 103 km à l'ouest de la capitale régionale Gdańsk.

## Géographie

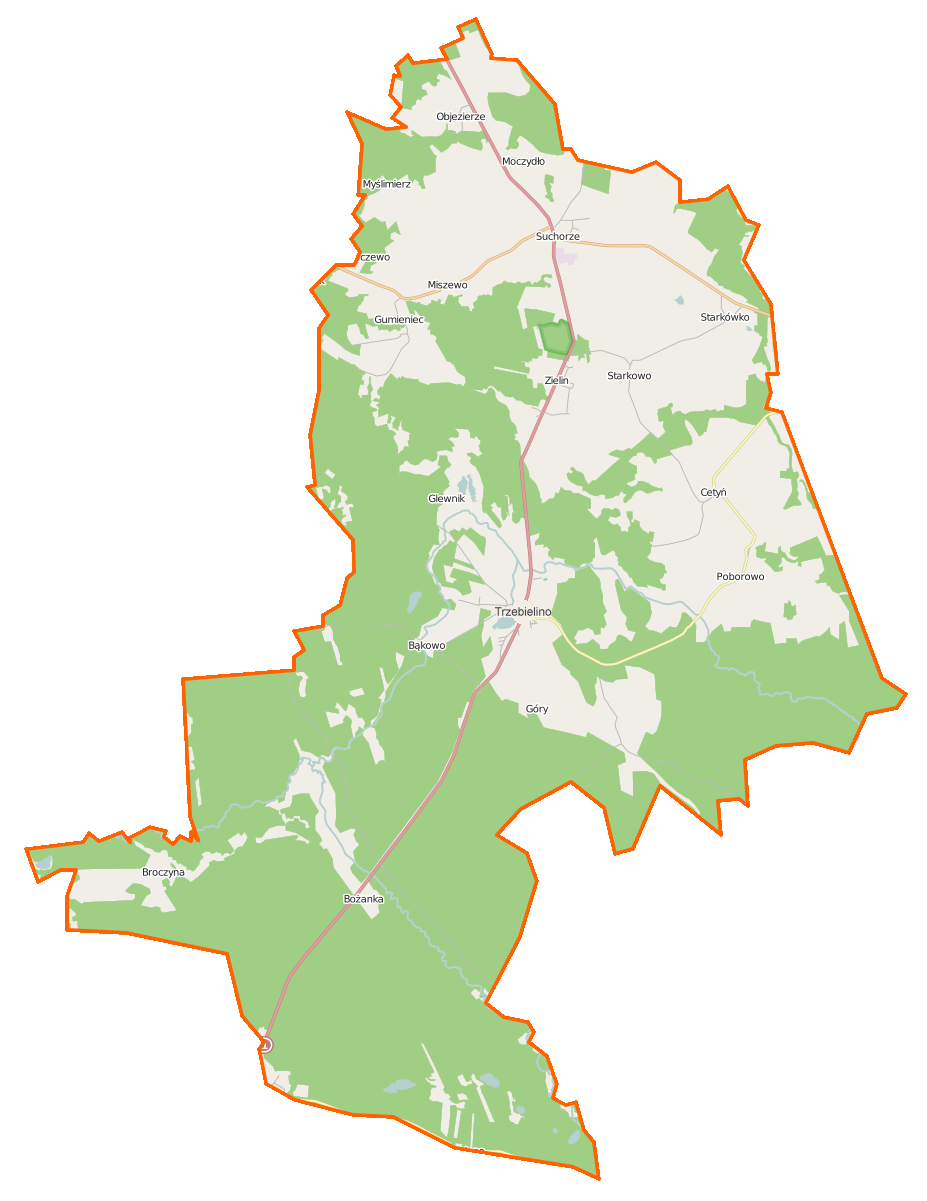
Carte de la gmina de Trzebielino.

## Histoire
De 1742 à 1945, Missow fait partie de l'arrondissement de Rummelsburg-en-Poméranie dans le district de Köslin au sein de la province de Poméranie.